# Barry O’Farrell
Barry O’Farrell (ur. 28 maja 1959 w Melbourne) – australijski polityk, członek Liberalnej Partii Australii (LPA). Od 2007 do 2014 lider LPA w stanie Nowa Południowa Walia, w latach 2011-2014 premier Nowej Południowej Walii.

## Życiorys

### Wykształcenie i kariera zawodowa
Urodził się w stanie Wiktoria, gdzie jego przodkowie przybyli z Irlandii w latach 60. XIX wieku. Jego ojciec był zawodowym żołnierzem i w związku z jego przydziałem służbowym rodzina przeniosła się na północne wybrzeże Australii, do Darwin, gdy Barry był nastolatkiem. Studiował na Australian National University w Canberze, gdzie uzyskał dyplom licencjacki z historii i polityki Australii oraz studiów aborygeńskich. Od początku swojej kariery zawodowej był związany z administracją państwową i polityką. Najpierw pełnił stanowisko urzędnicze w Departamencie Spraw Konsumenckich rządu federalnego, a następnie związał się z Partią Liberalną, gdzie pracował jako członek personelu politycznego dwóch senatorów federalnych. W 1985 dołączył do zespołu zapewniającego zaplecze administracyjno-polityczne dla ówczesnego federalnego lidera opozycji, Johna Howarda.
W 1988 przeniósł się z polityki federalnej na szczebel stanowy w Nowej Południowej Walii. Początkowo był szefem personelu politycznego Bruce’a Bairda, ministra w rządzie stanowym. W 1992 pokonał Tony’ego Abbotta w wyborach na dyrektora stanowego partii, kierującego całym jej aparatem na terenie stanu.

### Kariera polityczna
W 1995 postanowił rozpocząć własną karierę parlamentarną i został wybrany do Zgromadzenia Ustawodawczego Nowej Południowej Walii. W 1998 został powołany w skład stanowego gabinetu cieni jako minister ds. małych przedsiębiorstw i technologii. Rok później został zastępcą lidera Partii Liberalnej w Nowej Południowej Walii. Po wyborach stanowych w marcu 1999 roku, które LPA po raz kolejny przegrała, Farrell został przeniesiony na stanowisko ministra innowacji w gabinecie cieni. W 2002 przestał pełnić funkcję stanowego wicelidera partii, ale pozostał w gabinecie cieni, gdzie odpowiadał teraz za sprawy zdrowia i oświaty.
W 2003 odzyskał stanowisko zastępcy szefa stanowej LPA, pozostając jednocześnie ministrem zdrowia w gabinecie cieni. Kiedy w 2005 stanowy lider LPA John Brogden podał się do dymisji, po skandalu na tle obyczajowym, Farrell był początkowo wymieniany jako najpoważniejszy kandydat do następstwa po nim. Dzień po swej dymisji Brogden dokonał nieudanej próby samobójczej, po której głęboko wstrząśnięty Farrell zrezygnował z kandydowania na lidera. Nowym liderem został Peter Debnam, a Farrell zadowolił się stanowiskiem ministra transportu i dróg wodnych w jego gabinecie cieni. W 2006 został przeniesiony na wyższe stanowisko ministra skarbu w gabinecie cieni.

#### Stanowy lider LPA i premier
W 2007 LPA kolejny raz przegrała wybory stanowe. Wkrótce potem Farrel zmusił Debnama do dymisji, otwarcie grożąc wewnątrzpartyjnym przewrotem i sam został wybrany na stanowisko lidera LPA w Nowej Południowej Walii i zarazem lidera opozycji w parlamencie stanowym. Kierował partią przez całą kadencję, po czym w 2011 poprowadził LPA, wraz z jej tradycyjnym partnerem koalicyjnym Narodową Partią Australii, do zwycięstwa wyborczego nad rządzącą dotąd Australijską Partią Pracy (ALP), którą od grudnia 2009 kierowała stosunkowo mało doświadczona politycznie premier stanowa Kristina Keneally. 28 marca 2011 został zaprzysiężony na 43. w historii premiera Nowej Południowej Walii.
W kwietniu 2014 O’Farrell został zmuszony do dymisji w związku ze skandalem, jaki wywołało niewpisanie przez niego do rejestru korzyści wartej 3000 dolarów australijskich butelki ponad pięćdziesięcioletniego wina, którą otrzymał w prezencie od jednego z lobbystów. Zastąpił go Mike Baird, dotychczasowy minister skarbu. W listopadzie 2014 O’Farrell ogłosił, iż nie będzie ubiegał się o reelekcję jako członek parlamentu stanowego i tym samym odejdzie z czynnego życia politycznego.